# Fetele tatei
Fetele tatei (în rusă: «Папины дочки», transliterat Papinî dociki) este un serial TV original comic rusesc, produs între anii 2007—2012 și transmis de canalul STS. Sitcomul a fost foarte popular în Rusia și a câștigat multiple premii, inclusiv patru premii TEFI.

## Descriere
Personajul principal este un psihoterapeut de familie dintr-o mică clinică privată, Serghei Vasnetsov, care s-a trezit într-o situație deplorabilă de viață. Soția sa l-a părăsit, lăsând în grija lui cinci fiice:
- Masha este cea mai mare dintre surori, o mare fashionista și sfâșietoare de inimi. Merge constant la cafenele, cluburi de noapte și cheltuiește bani pe lucruri și produse cosmetice. Ea visează să intre în teatru și să devină o actriță celebră. Masha poate fermeca orice tip, pe care îl folosește în mod constant (și uneori poate lua un tânăr de la una dintre surori). Adesea se întâlnește cu mai mulți bărbați deodată. În ciuda apariției unui persoane neserioase, Masha, după plecarea mamei sale, și-a preluat majoritatea îndatoririlor.
- Dasha este al doilea copil, gothesă streotipica, care poartă întotdeauna negru și ascultă hard rock. Dasha este un etern ratat, vicleană, egoistă și iresponsabilă, dar în același timp are un mare simț al umorului. Nu are prieteni la școală, cu excepția surorilor ei și a lui Ilya Polezhaikin. Acasă, Dasha are certuri frecvente cu Masha din cauza unor viziuni diferite asupra vieții, în plus, fetele împart o cameră comună, ceea ce nu face decât să adauge motivele certurilor.
- Zhenya este a treia fiică, un sportiv implicat, se pare, în toate sporturile. Mândria școlii pentru realizările sale sportive. Fata are o forță fizică impresionantă, pe care o folosește constant în familie și nu numai. Preferă să fie prietenă cu băieții, decât să se întâlnească cu ei (mai târziu mai are un iubit - Eugene).
- Galina Sergeevna este a patra fiică, un erudit și un wonderkid. În ciuda vârstei fragede, ea învață în clasa a X-a cu Dasha, trecând programul ca student extern în trei clase deodată. Mândria școlii și a familiei Vasnețov. Ea face în mod constant teme pentru toate surorile și uneori lasă toată clasa să trișeze. Foarte responsabilă și cu principii. Poate găsi o cale de ieșire din aproape orice situație problematică. La școală îl întâlnește pe Ilya Polezhaikin, un ratat și un bătăuș, cu care dezvoltă mai întâi relații de prietenie, iar apoi romantice.
- Polina (Pugovka) este a cincea și cea mai mică fiică. O fată foarte creativă căreia îi place să deseneze. Ca toți copiii, îi place ciocolata și alte dulciuri. Aproape nu se desparte de un ursuleț mare Bublik, îl tratează ca pe cel mai bun prieten și membru al familiei. Deoarece Polina petrece mult timp cu surorile mai mari, deseori le copiază modul de vorbire și comportament.

Fetele fac tot posibilul pentru a-i face pe plac tatălui lor iubit. Și Vasnețov însuși are o „blocare” complet la locul de muncă și probleme cu banii, dar într-o zi există speranța că norocul îi va zâmbi. Și prin voința sorții, o doamnă bogată din Rublyovka, Oksana Fedotova, care are totul în afară de fericirea familiei, devine clientul său. Oksana visează la un copil, dar soțul ei, oligarhul Vasily Fedotov, a fost categoric împotriva lui la început.
Un an și jumătate mai târziu, chiar în noaptea de Revelion, mama fetelor Lyudmila Vasnetsova se întoarce din Canada. Serghei, fără a-și ierta soția pentru trădare, pleacă la părinții săi în Krasnoyarsk. Între timp, mama rămâne cu fiicele ei „una la una” și nu știe cum să le abordeze. În timpul în care a fost plecată, toate fetele au crescut și s-au schimbat: Galina Sergeevna are un iubit, Mașa a intrat la Universitatea Tehnică de Stat din Moscova „E. Bauman”, Pugovka merge în clasa întâi, Zhenya a obținut un loc de muncă într-un magazin de sport.
Un an mai târziu, Serghei se întoarce la Moscova. În acest timp, Galina Sergeyevna a intrat la Academia Ministerului Afacerilor Interne și a început să participe direct la afacerile oligarhului Fedotov, Masha a devenit profesor de fizică la școala numărul 69, Zhenya a plecat să studieze în SUA (prin aceea când a avut un nou iubit - Denis Vorontsov, cu care a lucrat la radio "Active"), un tânăr Kolya a apărut la Pugovka, Dasha a încetat să mai fie goth și s-a căsătorit cu Veniamin Vasilyev (Venik). Tata a sosit exact la timp pentru nunta lui Dasha, după care urma să plece înapoi la Krasnoyarsk. Dar surorile au început să dezvolte diverse planuri pentru a preveni plecarea lui și a se împăca cu mama lui.
Serghei și Lyudmila se împacă, iar un an mai târziu au un fiu mult așteptat, Alexandr, Dasha și Venik au primul lor copil - fiica Sonya, Zhenya devine secretarul de presă al primului ministru, Galina Sergeevna este serios angajată în știință, iar Masha joacă într-un serial de comedie despre familia Vasnețov.
După reuniunea de familie, apartamentul soților Vasnețov a devenit aglomerat, așa că Dasha și Venik și Galina Sergeevna și Masha s-au mutat în apartamente închiriate. În timp ce Venik se confruntă cu toate deliciile sarcinii lui Dasha, între Galina Sergeevna, Pavel Sergeevich, Masha și Felix fierb pasiuni amoroase serioase.
Au trecut șase luni de la nașterea lui Sonechka, fiica lui Dasha și Venik. Cu toate acestea, soții Vasnețov nu sărbătoresc acest eveniment în forță - tata, mama, Pugovka și Zhenya din Krasnoyarsk, au plecat temporar de acolo în timp ce apartamentul lor din Moscova este renovat. În curând, Masha are un nou iubit - parașutistul Vadim, iar Galina Sergeevna și-a găsit un nou prieten - Maxim, care lucrează cu ea la aceeași universitate.
Întreaga familie Vasnețov se mută în satul Lokhovo de lângă Moscova. Casa mare de țară în care au început să locuiască este ajutată de oligarhul Fedotov. Odată cu mutarea, viața fiecărui membru al familiei Vasnetsov se schimbă. Masha primește o slujbă ca actriță în teatru. Dasha și Venik se cufundă în creșterea fiicei Sonyei. Zhenya are un nou iubit (medicul Yuri), dar trebuie să părăsească din nou casa tatălui ei. Galina Sergeevna începe să se întâlnească cu Jiri - un prinț și unul adevărat. Pugovka cumpără un câine bobtail pe nume Earl. Serghei Vasnetsov lucrează ca psiholog de familie într-un birou nou, soția sa Lyudmila „gestionează” întreaga gospodărie a unei familii numeroase și împreună cresc un fiu mic, o nepoată și cinci fiice.

## Informații adiacente
Serialul se filmează din 2007 până în prezent (2011). Până în prezent are 410 episoade în 20 sezoane.

## Roluri
- Andrey Leonov - Sergey Alekseevich Vasnetsov, tatăl fetelor, soțul lui Lyudmila Sergeevna
- Nonna Grishaeva - Lyudmila Sergeevna Vasnetsova, mama fetelor, soția lui Serghei Alekseevich
- Miroslava Karpovich - Maria Sergeevna Vasnetsova, fiica cea mare
- Anastasia Sivaeva - Daria Sergeevna Vasilyeva (n. Vasnetsova; printre goți - „Tarantula”), a doua fiică, soția lui Veniamin Vasilyev
- Daria Melnikova - Evgenia Sergeevna Vasnetsova, a treia fiică
- Elizaveta Arzamasova - Galina Sergeevna Vasnetsova, a patra fiică
- Ekaterina Starshova - Polina Sergeevna Vasnetsova (Pugovka), a cincea fiică
- Olga Volkova - Antonina Semyonovna Gordienko, bunica fetelor, mama lui Lyudmila Sergeevna
- Alexander Samoilenko - Andrey Mikhailovich Antonov, dentist, prieten al familiei Vasnetsov, fratele vitreg al lui Lyudmila
- Philip Bledny - Veniamin Viktorovich Vasilyev (Venik), colegul de clasă al lui Masha, soțul lui Dasha
- Alexander Oleshko - Vasily Alexandrovich Fedotov ("Aligator"), oligarh, soțul lui Oksana, "sponsor" și prieten al familiei Vasnetsov
- Mihail Kazakov - Ilya Vasilievich Polezhaikin, coleg de clasă cu Galina Sergeevna și Dasha, apoi coleg de clasă cu Galina Sergeevna; în sezoanele 1-15 - iubitul Galinei Sergeevna, în sezoanele 15-18 - iubitul Katya; prietenul fetelor
- Tatyana Orlova - Tamara Lvovna Kozhemyatko, secretara lui Serghei Alekseevich, Lyudmila Sergeevna, Eduard Vladimirovich, Antonov și Dasha (în momente diferite)